# Laurent Dingli
 (octobre 2015).
Les informations dans cet article sont mal organisées, redondantes, ou il existe des sections bien trop longues. Structurez-le ou soumettez des propositions en page de discussion.
Avec le temps, il arrive que le contenu présent dans un article devienne désordonné. Il est souvent nécessaire de réorganiser l'article de fond en comble.
- Il faut tout d’abord répartir le contenu de l'article en plusieurs sections. Les informations doivent ensuite être exposées clairement et le plus synthétiquement possible, regroupées par sujet afin d'éviter les doublons. Quelqu'un cherchant une information précise doit pouvoir la trouver rapidement en lisant la section appropriée.
- À l'intérieur de chaque section, le texte, souvent initialement sous la forme de phrases éparses, doit être regroupé dans des paragraphes de quelques lignes, en assurant un enchaînement logique et une cohérence entre les phrases.
- Lorsque l'article ou l'une de ses sections développe trop longuement un point qui n'est pas dans le cœur du sujet traité, il convient de faire une synthèse et de transférer l'ancien contenu dans des articles plus appropriés (en cas de transfert, il faut impérativement respecter la procédure Aide:Scission).

Si vous pensez que ces points ont été résolus, vous pouvez retirer ce bandeau et améliorer le plan d'un autre article.
Laurent Dingli, né le 28 décembre 1964 à Chatenay-Malabry dans le département des Hauts-de-Seine, est un historien, romancier français et militant écologiste, président de l'Association de sauvegarde et de protection du site de Kervéron-Menhir à Crozon dans le Finistère, fondateur de l'International Conservation & Biodiversity Team (ICBT), conseiller international de la China Biodiversity Conservation & Green Development Foundation (CBCGDF) et éditeur du magazine numérique Biodiversity MAG. 

## Formation
Il est docteur en histoire. En 1995, il soutient à l'université de Paris IV Sorbonne une thèse de doctorat intitulée L’œuvre de Seignelay : structuration de l'État sous le règne de Louis XIV, sous la direction de Jean Meyer. Seignelay était le marquisat du fils de Jean-Baptiste Colbert, également nommé Jean-Baptiste Colbert.
Influencé par la psychanalyse et l'ethnologie, Laurent Dingli s'est particulièrement intéressé aux questions d'identité, notamment à travers son roman, Une pureté sans nom, consacré à l'histoire de l'Allemagne entre 1914 et 1945.

## Situation personnelle
Laurent Dingli est le mari de l'une des petites-filles de l'industriel Louis Renault. 
En 2011, sa famille tente de réhabiliter le constructeur automobile, mort sans jugement, dont les usines furent confisquées et nationalisées sous le motif de collaboration économique à la Libération .

## Œuvres

### Colbert, marquis de Seignelay
En 1997, il publie aux Éditions Perrin une version allégée de sa thèse de doctorat sous le titre "Colbert, marquis de Seignelay — Le fils flamboyant" qui reçoit l'année suivante le prix ACORAM (Association des Officiers de Réserve de la Marine Nationale). 

### Louis Renault
La biographie du constructeur automobile et industriel Louis Renault est publiée aux Éditions Flammarion en 2000. Le livre, qui se concentre sur la période allant de la Grande Guerre à la Libération, évoque en particulier l'essor industriel de l'entreprise (automobile, aéronautique et ferroviaire), les mouvements sociaux et la participation aux deux conflits mondiaux, tout en brossant un portrait vivant du fondateur de la marque. Salué par la critique, il a également fait l'objet de polémiques, certains l'ayant considéré comme une simple tentative de réhabilitation familiale, d'autres en revanche comme un travail d'historien sérieux fondé sur des archives. En ce qui concerne la période controversée des années trente et de l'Occupation, l'argumentation de Laurent Dingli, appuyée sur des archives inédites, s'articule sur quelques points essentiels : Louis Renault n'a jamais soutenu l'extrême droite ; il l'a même explicitement condamnée dans un texte publié en 1937, intitulé "Trois réformes". Il n'aurait pas non plus fait preuve de réticences à l'égard de la défense nationale en 1939, sa société ayant même été la première des trois grandes entreprises automobiles françaises à cesser toute activité civile dès les premiers mois de la Drôle de Guerre. Louis Renault n'aurait pas davantage mis l'outil de production au service de l'ennemi au début de l'Occupation allemande. Lorsque les usines Renault sont réquisitionnées par la Wehrmacht, le 18 juin 1940, l'industriel se trouve encore aux États-Unis où il a été envoyé en mission par le gouvernement Daladier afin d'organiser l'aide militaire à la France contre l'Allemagne, notamment la fabrication en série de chars d'assaut. Il ne rentre à Boulogne-Billancourt que le 23 juillet 1940, soit plus d'un mois après la prise de possession de son entreprise, et cède aux diktat allemand après d'autres constructeurs comme Hotchkiss et Panhard et seulement une fois qu'un général allemand lui a remis un ultimatum (2 août 1940). Pour résumer à l'extrême, Laurent Dingli explique la nationalisation-sanction du 16 janvier 1945 par la volonté du Gouvernement provisoire de la République française (GPRF), dirigé par le Général de Gaulle, de faire un exemple par opportunisme politique et pour obéir à la raison d'État, et en aucun cas dans la perspective d'effectuer un acte de justice. Il est sans exemple, déclare en effet l'auteur, qu'un homme soit condamné post-mortem dans un État de droit. Depuis le milieu des années trente, Louis Renault était constamment dépeint par la presse communiste comme le patron à abattre (le "saigneur" du bagne de Billancourt), et ses usines, comme la forteresse ouvrière à conquérir. L'auteur met également en relief le rôle clé qu'aurait joué selon lui son propre neveu par alliance, François Lehideux, administrateur-délégué des usines Renault jusqu'en 1940, directeur du Comité d'organisation de l'automobile et du cycle (COA), puis ministre de la Production industrielle dans le second gouvernement de François Darlan.
L'ouvrage a été couronné par le prix des libraires de Normandie et par le prix Histoire de la ville de Courbevoie

### Robespierre
La biographie du révolutionnaire français Robespierre est publiée aux Éditions Flammarion en 2004. Suivant l'académicien Max Gallo, la thèse développée par Laurent Dingli dans cet ouvrage "est forte mais… n'emporte pas l'adhésion […] Beaucoup ont conclu — comme Laurent Dingli — que "Robespierre appartenait à une personnalité de type paranoïde, dont le discours était d'autant plus redoutable qu'il se fondait dans le réel". Max Gallo récuse la comparaison faite par l'auteur entre la personnalité de Robespierre et celle d'Hitler, considérée comme anachronique. À travers sa critique, Max Gallo se situe dans la ligne des historiens robespierristes pour lesquels les excès reprochés à l'Incorruptible s'expliquent suffisamment par le contexte de la Révolution, notamment celui de la guerre européenne et des complots aristocratiques. Laurent Dingli soutient en revanche que le discours de Robespierre s'articule sur une obsession du complot, manifeste dès avant la Révolution alors qu'il exerçait son métier d'avocat en Artois. 
Dans un entretien avec Frédéric Mitterrand, il se défend par ailleurs d'avoir voulu comparer le contexte des grandes dictatures du XXe siècle avec celui de la Terreur révolutionnaire, mais revendique le droit d'établir des comparaisons entre Robespierre et les personnalités d'Hitler, de Staline ou de Pol Pot. Il affirme que le génie de Robespierre est d'avoir su adapter la réalité à son « scénario intérieur » et non l'inverse. L'historien marxiste Claude Mazauric, qui a assuré la direction collégiale de la Société des études robespierristes, reproche entre autres à Laurent Dingli ses arguments de type téléologique, notamment lorsque l'auteur de la biographie voit dans le célèbre discours du 18 décembre 1791 contre la guerre une anticipation de la Terreur. Claude Mazauric s'insurge en outre contre l'affirmation de Laurent Dingli suivant laquelle Robespierre serait un apôtre du puritanisme, opposé à l'esprit des Lumières. Pour le journal Le Monde, en revanche, l'auteur « a le mérite de montrer que les mécanismes de la Terreur sont en place bien avant 1789 ».
D'après le magazine Lire, l'intérêt essentiel de la biographie consacrée à Robespierre réside « dans l'analyse de ce mouvement pervers qui aboutit à ce que Jacob Talmon a appelé la démocratie totalitaire […] Et Robespierre est bien l'inventeur de ce chiasme monstrueux qui naît d'une vision binaire du monde — bons et méchants, riches et pauvres, amis, ennemis —, qui s'attache à une représentation du peuple à la fois totalement abstrait et réduit à ses phalanges les plus sanguinaires, qui procède, enfin, d'une conception paranoïaque du conflit politique, faisant du complot le moteur de l'histoire ».
Dans cette biographie, Laurent Dingli avance que Robespierre a contribué à forger avec Bertrand Barère le mythe national, notamment à travers le culte des héros Bara et Viala, qui sera repris sous la IIIe République, et conservera une réelle vigueur jusqu'à la Première Guerre mondiale. « Le culte de la Belle Mort […] fut l'un des fondements de l'idéologie républicaine sous la IIIe République, du moins jusqu'en 1914 ». Se référant de surcroît à l'historiographie américaine, Laurent Dingli explique l'influence passagère de Robespierre comme le recours d'une population française en perte de repères.

### Une pureté sans nom
Le premier roman de Laurent Dingli, Une pureté sans nom, a été publié aux Éditions Flammarion en 2007. Par le biais d'une longue lettre écrite à son fils pendant les années soixante, le narrateur, Maximilian Gruber, revient sur l'histoire de l'Allemagne depuis la veille de la Grande Guerre jusqu'à la fin du second conflit mondial, retraçant ainsi les grands événements de cette période de bouleversements qui mènera au cataclysme final: le premier conflit mondial, la révolution spartakiste, la République de Weimar et la montée du nazisme, mais aussi l'expressionnisme à travers le cinéma, la musique, la peinture et la littérature sans oublier l'évolution des mœurs et les faits divers sanglants qui ont marqué les années vingt. C'est le parcours d'un Allemand "moyen", qui ne fut ni un résistant au nazisme —, il y en eut peu — ni un soutien affiché du régime, mais l'un de ces nombreux anonymes qui, par leur inaction, ont indirectement contribué à la réalisation du pire. "Le parcours de Gruber épouse la succession des convulsions", écrit Jean-Claude Lebrun dans L'Humanité. "On le voit d’abord partagé entre séduction et répulsion face aux nazis, puis dans la posture du témoin sur la réserve, gardant jusqu’au bout les mains propres. Et n’empêchant rien. Le portrait est remarquable de pénétration. Une humanité incontestable s’y laisse percevoir. Mais aussi une continuelle inertie, avec cette ligne de partage que Gruber ne cesse de prétendre tracer entre les grands criminels et lui-même. On approche ici de près ce que l’on a pu caractériser comme l’exceptionnalité du nazisme."

## Convictions
Laurent Dingli est très investi en matière de préservation de la nature et de condition animale. Il se dit "résolument écologiste et "panspéciste", préférant cette qualification positive à celle d'antispéciste, trop réductrice et induisant une approche radicale. Il préside l'Association de sauvegarde et de protection du site de Kerveron-Menhir, en Presqu'île de Crozon (Finistère), elle-même membre de l'Union des associations de défense du littoral (UADL). Dans le cadre des élections régionales de 2015, il fait partie du comité de soutien de la liste Europe Écologie Les Verts, Une autre voie pour la Bretagne (Un hent all evit Breizh) conduite par René Louail. En 2017, il participe à la campagne des Législatives auprès de Bernard Fehringer, candidat du Parti animaliste pour la sixième circonscription du Finistère. Il soutient Yannick Jadot à la primaire écologiste de 2021 dans la perspective de l'élection présidentielle de 2022.  

## Publications

### Biographies historiques
- Colbert, marquis de Seignelay, Perrin, 1997.
- Louis Renault, Flammarion, 2000.
- Robespierre, Flammarion, 2004.

### Romans
- Une pureté sans nom, Flammarion, 2007.
- Dans l'ombre des Lumières, Flammarion, 2010.

### Essais
- Entreprises dans la tourmente - Renault, Peugeot (1936-1940), Presses universitaires François-Rabelais, 2018.